# 技能実習制度
技能実習制度（ぎのうじっしゅうせいど、英: Technical Intern Training Program）は、1993年（平成5年）に導入され、「技能実習」の在留資格で日本に在留する外国人が報酬を伴う実習を行う制度である。2027年廃止、育成就労制度が開始予定。

## 概要
技能実習制度は、出入国管理及び難民認定法別表第一の二に定める「技能実習」の在留資格により日本に在留する外国人が報酬を伴う実習を行う制度である。企業等の実習実施機関が海外の現地法人、合弁企業や取引先企業の職員を受け入れて技能実習を実施する企業単独型と、商工会等の営利を目的としない監理団体が技能実習生を受け入れ、傘下の実習実施者で技能実習を実施する団体監理型に大別することができる。
また、いずれの型についても、入国後1年目の技能等を修得する活動と、2・3年目の修得した技能等に習熟するための活動とに分けられており、技能実習の1年目を「技能実習1号」、2・3年目を「技能実習2号」、4・5年目を「技能実習3号」、企業単独型の1年目を「技能実習1号イ」、団体監理型の1年目を「技能実習1号ロ」、企業単独型の2・3年目を「技能実習2号イ」、団体監理型の2・3年目を「技能実習2号ロ」、企業単独型の4・5年目を「技能実習3号イ」、団体監理型の4・5年目を「技能実習3号ロ」と表記される。

## 理念と仕組み
技能実習制度は、日本の技能、技術、知識を途上国へ移転させ、経済発展を担う人づくりに寄与することを目的としている。基本理念は2つあり、
1. 技能等の適正な修得、習熟又は熟達のために整備され、かつ、技能実習生が技能実習に専念できるようにその保護を図る体制が確立された環境で行わなければならないこと、
2. 労働力の需給の調整の手段として行われてはならないこと

となっている。

## 外国人研修制度
「外国人研修生」は、民営または国公営の送り出し機関から送り出されて来日し、日本側の受け入れ機関において研修する。研修生の滞在期間は、基本的には1年以内である。開発途上国への技術移転を確実に行うため研修計画が作成され、研修生はこれにそって研修する。その後、日本の技能検定基礎2級相当に合格する等、所定の要件を満たした場合には、同一機関（会社）で実践的な技術習得のために雇用関係の下で更に2年間滞在することが可能となる。これを技能実習といい、研修・技能実習と合わせると最長3年間（さらに技能実習3号を取得すれば4 - 5年間）の滞在期間となる。
受け入れ方式は大きく2種類に分かれる。事業協同組合や商工会議所等がそのメンバーである企業等と協力して行う研修生を受け入れる形態を「団体監理型」といい、受け入れ機関の合弁企業・現地法人・一定の取引先企業等から企業単独で受入れる形態を「企業単独型」という。受け入れ可能な研修生数は原則として、受入れ企業の常勤職員20名に付き研修生1名である。ただし、「団体監理型」では受け入れ可能な人員の枠が緩和されている。近年、「団体監理型」による研修生の受け入れが拡大しているが、問題点も多い。

## 歴史
1960年代後半に、海外進出した日本企業が現地法人から現地社員を招聘し、技術や知識を習得した現地社員が、帰国後、その技術を母国（開発途上国）で発揮させたことから、国際貢献と国際協力の一環として1981年（昭和56年）に在留資格が創設された。
外国人研修制度の推進団体である財団法人国際研修協力機構（JITCO）は、研修生・技能実習生の受入れを行おうとする、あるいは行っている民間団体・企業等や諸外国の送出し機関・派遣企業に対し、総合的な支援・援助や適正実施の助言・指導を行っている。また、研修生・技能実習生に対し、その悩みや相談に応えるとともに入管法令・労働法令等の法的権利を保障し、研修・技能実習の成果向上、研修生・技能実習生の受入れ機関と送出し機関等を支援している。
1993年（平成5年）には、「学ぶ活動」である研修に加えて、「労働者として」実践的な技能・技術を修得するための技能実習制度が導入された。2010年（平成22年）7月1日に出入国管理及び難民認定法が改正され、生産活動などの実務が伴う技能習得活動は技能実習制度に一本化された。ただし、在留資格としての「研修」は廃止されず、座学など実務が伴わない形での技能習得のみが認められる資格として存続する。

## 沿革

### 技能実習制度創設以前
1981年（昭和56年）に出入国管理令の一部を改正する法律（昭和56年6月12日法律85号）により、出入国管理令に「本邦の公私の機関により受け入れられて産業上の技術又は技能を習得しようとする者」の文言が追加され、外国人研修制度が創設された。
1990年（平成2年）6月に出入国管理及び難民認定法の一部を改正する法律（平成元年12月15日法律79号）により、別表第一の四に「研修」の在留資格が定められた。1990年（平成2年）8月に「出入国管理及び難民認定法第七条第一項第二号の基準を定める省令の研修の在留資格に係る基準の六号の特例を定める件（平成2年法務省告示第247号）」により、団体監理型の研修が設定された。

### 技能実習制度創設から在留資格「技能実習」の設定まで
1993年に、「技能実習制度に係る出入国管理上の取扱いに関する指針」(平成5年法務省告示第141号)により、在留資格「特定活動」の一類型として技能実習制度が創設された。この制度は、外国人研修制度により一定水準以上の技術等を修得した外国人について、研修終了後、企業と雇用関係を締結した上で生産活動に従事し、研修で修得した技術等をよりスキルアップできるようにするとしている。当初は研修・技能実習の期間は合計で最長2年間だったが、1997年4月には最長3年間に延長された。
研修から技能実習へ移行するためには技能検定基礎2級か、財団法人国際人材協力機構（JITCO）の認定した技能評価システムの技能検定基礎2級相当試験に合格することが要件の一つとなっていたため、技能検定の基礎級が設定されていなかったり、JITCOの認定した技能評価システムがない職種については技能実習へ移行することができなかった。2021年3月16日現在、技能実習への移行が可能なのは、農業関係、漁業関係、建設関係、食品製造関係、繊維・衣服関係、機械・金属関係等合計85職種156作業である。
技能実習に移行するための他の条件として、研修期間中の研修状況・生活状況が良好であると認められることが必要で、技能実習移行申請を行なうと同時に、地方入国管理局の委託によりJITCOの調査が行なわれる。また、技能実習計画を提出し、研修成果を踏まえた適切なものかどうかが求められるとされていた。
研修から技能実習への移行申請者数は、2002年度は22,997名、2003年度は27,233名、2004年度が34,816名、最新の2016年は75,089人と年々大幅に増加している。

### 在留資格「技能実習」の設定以降
2010年7月に出入国管理及び難民認定法及び日本国との平和条約に基づき日本の国籍を離脱した者等の出入国管理に関する特例法の一部を改正する等の法律(平成21年7月15日法律第79号)により在留資格「技能実習」が設けられ、従来は研修とされた期間を技能実習1号、特定活動(技能実習)とされた期間を技能実習2号とし、技能習得期間のうち実務に従事する期間はすべて労働者として扱われることとなった。
この改正は、受入れ企業では労働者と同様に扱われることが多いにもかかわらず、従来の制度では労働関係法令が適用されないため、結果として賃金や時間外労働等に関するトラブルが多発したことなどに対処することを目的としている。
日本での滞在が1号・2号の期間を合わせて最長3年とされていること、技能実習1号から2号への移行には技能検定基礎2級相当の試験に合格することが要件となっているなど、労働法令の適用以外は基本的に従来の制度と同様の枠組みとなっている。
日本に居住して12ヶ月を過ぎると国際連合統計委員会で用いられる「通常の居住地以外の国に移動し、少なくとも12ヶ月間当該国に居住する人のこと（長期の移民）」に該当し、統計上で移民に含まれるようになる。

#### 改正までの経緯
高まる批判を背景に2006年12月には規制改革・民間開放推進会議が答申において、2009年の通常国会までに研修生保護に関する法案を国会に提出するように求め、改革への取り組みが本格化した。
厚生労働省は省内に研究会を設け、改正案として、団体監理型の研修の代わりに技能実習を3年として労働法令による保護を強化することなどを盛り込んだ中間報告書を2007年5月に公表した。
経済産業省も研究会を設置し、最初の1年の研修期間はそのままとする一方、研修生の相談窓口などの保護制度の強化、また技能実習終了時に技能評価試験を課し、合格者にはより高度な実習を受けるために再来日する機会を認めるとした改正案を2007年5月に公表した。
また自民党は外国人研修・技能実習制度を抜本的に見直し、移民庁の設置を含む外国人定住を推進する法律について検討を行っており、上記の規制改革・民間開放推進会議の答申通り、2009年の通常国会への提出を目指している。ここでいう移民とは永住者ではなく「一定期間の間、日本で働く外国人」を指しており、実質的には厚生労働省の改正案の骨子である「研修廃止・技能実習3年化」に近い。
また「移民庁設置」は、外国人研修・技能実習制度の所管官庁が、法務省・厚生労働省・経済産業省・国土交通省・農林水産省など、複数にまたがってしまい、研修生の権利保護や失踪防止などの措置が、十分に行えなかった反省を反映したものと思われる。

#### 入管法改正
2009年3月6日、以下の内容を含む出入国管理及び難民認定法改正案が閣議決定され、4月24日より衆議院法務委員会にて審議入りした。自民党・民主党などの与野党多数の賛成により、6月18日に衆院本会議、7月8日に参院本会議で可決されて成立した。2010年7月1日には、技能実習制度関連の改正が施行された。
- 在留資格「技能実習」の創設（従来は1年目は「研修」、2,3年目は「特定活動」）
- 研修生は入国後2ヶ月間は講習を受講（母国で1ヶ月の講習により、入国後の講習を1ヶ月まで短縮可能）。内容は日本語や生活習慣、法令等に関する知識など。
- 講習修了後は、企業との雇用契約に基づく（最低賃金等の労働法令が適用された）技能修得活動に従事可能。
- 入国後2年目以降は1年目に修得した技能を要する業務に従事可能。
- 期間は、講習及びその後の活動を合わせて最長3年間。
- 受け入れ団体の企業に対する指導・監督・支援の強化。
- 不正行為を行った企業の受け入れ禁止期間を従来の3年から5年に延長。

### 外国人の技能実習の適正な実施及び技能実習生の保護に関する法律
第192回国会で外国人の技能実習の適正な実施及び技能実習生の保護に関する法律（平成28年法律第89号、略称:技能実習法）が成立し、2016年（平成28年）11月28日に公布された。この法律に基づき、外国人技能実習機構が設立された。
法律の外国人技能実習機構に関する条文などの法律公布の日より施行される一部の条文を除いた条文(本体部分)は、法律公布の日から起算して一年を超えない範囲内において政令で定める日から施行されることになっており、2017年4月7日に公布された外国人の技能実習の適正な実施及び技能実習生の保護に関する法律の施行期日を定める政令（平成29年政令第135号）により、2017年（平成29年）11月1日に施行された。

#### 立法の背景及び経緯
在日ブラジル人の数は32万人近くに達した2007年（平成19年）にピークをむかえ、2018年（平成30年）は20万人台と減少している。企業は在日ブラジル人が減少したため、技能実習制度を利用するなどの対応をとっている。経済連携協定で来日した看護士・介護士も試験合格率、定着率共に低くなっている。
日本経済団体連合会は2016年度経団連規制改革要望で、
1. 職種・作業多様化への対応
2. 同一実習実施機関内における複数勤務事業所の事前登録
3. 技能実習生受入れ特例人数枠の拡大
4. 企業単独型の申請手続きの簡便化

などを要望している。
2015年（平成27年）3月6日に、第3次安倍内閣は「外国人の技能実習の適正な実施及び技能実習生の保護に関する法律案」（法務省・財務省・厚生労働省・国土交通省）を閣議決定。技能実習の受け入れ期間を現行の最長3年から5年に延ばす。第189回国会で成立すれば2015年度中の施行を目指す。技能実習生を保護するため、実習生の意思に反した実習の強制や私生活の制限を禁じ、罰則規定を設けた。法施行後5年をめどに状況を確認し、必要があれば法の規定を見直す。同日、出入国管理及び難民認定法改正案（法務省）も閣議決定。。
2021年（令和3年）3月16日現在、技能実習の対象となるのは、農業関係、漁業関係、建設関係、食品製造関係、繊維・衣服関係、機械・金属関係、その他の合計85職種156作業で、増加する傾向にある。
2017年1月25日外国人を低賃金で酷使するなどの不正を防ぐため、受け入れ団体や企業を監視する監督機関「外国人技能実習機構」を新設。
2017年11月1日「外国人の技能実習の適正な実施及び技能実習生の保護に関する法律」が施行され4・5年目の実習を行う在留資格「技能実習3号イ，ロ」が設けられた。技能実習2号から3号への変更には所定の技能評価試験（技能検定3級相当）の実技試験に合格することが必要とされる。
2019年4月1日改正入管法が施行され技能実習から条件付きで移行できる在留資格である特定技能が始まる。
2019年6月20日に、技能実習生の受け入れ仲介の監理団体である「国際バンク事業協同組合」が、国から実習生の受け入れの許可を得る際に虚偽の申請書を提出したとして、兵庫県警察から書類送検され、同法による日本国内初の摘発事例となった。
2020年4月17日、出入国在留管理庁は新型コロナウイルス感染症（COVID-19）の流行を受け、法律で認められていなかった技能実習生の異業種への転職を、再就職支援のため特例で認めると発表した。
2023年4月10日、現制度を廃止し、新制度へ移行を求める中間報告のたたき台が、政府による有識者会議により出された。

#### 技能実習制度廃止のプロセス
2023年11月、人権侵害の指摘があるとして、有識者会議は技能実習制度を廃止するとした最終報告書をまとめた。2024年3月15日、外国人労働者を受け入れる在留資格「育成就労」の創設を柱とした入管難民法などの改正案が閣議決定された。

## 調査と統計

### 技能実習制度に関する調査
日本政策金融公庫の調査によると、中小企業での外国人労働者は、賃金が安くて安価な労働法ではない。ただし技能実習生の賃金は低いものが多い。
労働政策研究・研修機構が行った、2014年の帰国技能実習生フォローアップ調査「技能実習修了者に関する基礎的調査」では、技能実習2号を修了し、2014年10月10日から11月30日までの間に帰国（予定を含む。）した6,274名を対象とし、技能実習生全体の99%以上を占める上位5カ国である、中華人民共和国・インドネシア・タイ王国・フィリピン・ベトナム国籍の技能実習生を調査した。578件の回答を得、2015年3月31日時点での回答状況は有効回答数が578 票(9.2%)。
1. 調査対象者の属性(1) 技能実習タイプ別回答状況、技能実習タイプ別の回答者数は、「企業単独型」が9.2%、「団体監理型」が90.1%で、「団体監理型」が多い。
2. 来日前の技能実習生の状況
  1. 来日前の仕事(有効回答数578）来日前の仕事を尋ねたところ、「雇用されて働いていた」が83.6%で最も多く、以下、「仕事はしていなかった」（8.7%）、「起業していた」（2.6%）などが多かった。
  2. 来日の目的、技能実習生として来日した目的を複数回答で尋ねたところ、「お金を稼ぐため」が74.2%で最も多く、以下、「技能の修得のため」（69.2%）、「日本での生活を経験するため」（48.6%）などが多かった。
3. 技能実習の効果
  1. 日本での技能実習は役立っているか、日本での技能実習が役立ったかどうかを尋ねたところ、「役に立った」という回答が98.4%、「役に立たなかった」が1.0%であった。
  2. 具体的にどのようなことが役に立ったのか具体的にどのようなことが役に立ったのか、複数回答で尋ねたところ、「修得した技能」が69.1%で最も多く、以下、「日本での生活経験」（62.2%）、「日本語能力の修得」（60.8%）、「日本で貯めたお金」（59.4%）などとなっている。
4. 技能実習の具体的状況
  1. 実習期間中の賃金支払い状況技能実習中の賃金支払い状況を尋ねたところ、「契約どおり（又は契約より多く）支払われた」が94.1%で、「契約とは異なり賃金は少なかった」は2.8%であった。
  2. 実習期間中禁止されていたこと、技能実習期間中に禁止されていた事項の有無を尋ねたところ、「なかった」という回答が92.2%、無回答が3.5%であった。禁止されていた事項を見ると、「携帯電話の使用を禁止された」（3.3%）、「技能実習生だけで外出することを禁止された」（1.0%）、「インターネットの使用を禁止された」（0.7%）などとなっている[59][60][61][62][63]。

龍谷大学の行ったベトナム人技能実習生に、日本のイメージを問うアンケート調査では、来日前には0%だった「あまり良くない」が、来日後には37%、来日前に63%だった「良い」が、来日後8%にと、日本に対するイメージが悪化した、またアンケートの回答が「受け入れ先に報復されかねない」と、多くの技能実習生が回答を断っていた。

### 技能実習制度に関する統計
「出入国管理統計統計表」によると、在留資格「技能実習1号」の新規入国者数は2013年68,814人、2014年84,087人、2015年99,157人、2016年106,118人、2017年127,671人、2018年144,195人、2019年173,705人と年々増加している。2019年の入国者のうち、ベトナムが91,170人、中国34,685人となっており、両国からの入国者で技能実習生の入国者全体の約7割を占める。かつては中国からの入国者だけで7割以上を占めたが、近年は中国国内の賃金上昇により技能実習生としての来日希望者が減少し、一方でベトナムからの入国者が急増している。両国以外ではインドネシアから15,746人、フィリピンから13,839人、ミャンマーから6,460人を受けいれている。

## 制度の問題点と批判

### 制度の問題点

#### 実習実施者による問題
近年では、研修生の急増に比例するように、人権蹂躙や事件が多発している。
典型的な事例は、パスポート取上げ、強制貯金、研修生の時間外労働、権利主張に対する強制帰国、非実務研修の未実施、保証金・違約金による身柄拘束、強制帰国を脅し文句に使って性行為を迫るような性暴力などで、2006年にはトヨタ自動車の下請け企業23社での最低賃金法違反、また岐阜県内の複数の縫製工場では時給300円で残業させていたことなどが報道された。ただし、来日前の契約では研修生本人たちが進んでこの金額での労働に同意していた事実も数多く存在する。
日立製作所とグループ会社10社の計11社12事業で技能実習適正化法違反があるとして外国人技能実習機構が改善勧告した。2018年4月 - 9月実地検査をしたところ実習生に必須業務と異なる作業をさせていたり、給与が最低賃金を下回っていた。
2022年には、岡山市内の建設会社で勤務していたベトナム人の技能実習生が、2年間にわたり職場で暴行を受けていたことが明らかになり、古川禎久法務大臣は外国人技能実習機構に、当該の建設会社や監理団体に対し改善を講じるよう勧告した。当該の建設会社は同年2月18日に出入国在留管理庁から、今後5年間の技能実習生の新規受け入れ停止の処分を受けた。
福岡県内の高齢者福祉施設で勤務していた26歳のフィリピン人の技能実習生の女性が、自身が妊娠した際に、出産休暇を取得してフィリピンに帰国し出産した後、日本に戻って実習を継続したいとの旨を伝えたが、監理団体の理事らは「契約違反なので、罰金を支払い、フィリピンに戻らなければならない」などと説明し、帰国同意署に署名を迫った。女性は2022年8月に退職したが、不当に退職を迫られたなどとして、当該の福祉施設の運営法人と管理団体とを相手取り、福岡地方裁判所行橋支部に計約620万円の損害賠償などを求め提訴した。
厚生労働省は、2019年度の監督指導を行った9,455事業所の内6,796事業所に労働基準関係法令違反を確認と発表、6年連続で過去最多を記録した。法定労働時間超過2,035事業所、労働安全衛生法違反1,977件、時間外労働の割増賃金不払い1,538事業所(以上複数法令違反事業所を含む)。法令違反悪質として労働基準監督署が送検したのは34件、法令違反として労基署に実習生が申告し是正を求められたケース107件。
法務省によると、2018年に「不正行為」を通知した機関は112機関で企業単独型による受け入れ1機関、団体監理型による受入れ111機関、不正行為の合計件数は171件。賃金の不払いが82件（48.0％）と最も多く、次いで，隠蔽する目的での偽変造文書等を行使又は提出が38件(22.2%)、保証金の徴収等16件（9.4％）であった。

#### 制度の趣旨と実態の乖離
制度の趣旨と実態の乖離も指摘されている。いわゆる3K職種など日本人労働者を確保できなかったり、中華人民共和国などの外国製品との価格競争にさらされている中小企業が、本来の目的である国際貢献ではなく、低賃金の労働力確保のために本制度を利用するケースが目立ち、研修生の中にも技能修得ではなく「出稼ぎ」として来日する者がいる。
送り出し国の中華人民共和国では、裁縫業など安い労働力を武器にした労働集約型産業が限界を迎え、工場がカンボジアなどアジアの国々へ次々と移転。工場用地の賃貸や誘致の紹介業など、第三次産業に向かう経営者も現れるなど日本で技能実習生として来日する必要性が薄まっている。送り出し国のバングラデシュにある縫製工場では2012年頃からドイツ製の機械を導入し手作業を減らし、2017年には従業員がたまに機械を掃除し、デザインのプログラムを入力するだけで海外向け商品を生産できるようにするなどロボット化が進んでいる。人件費の安い発展途上国にシェアを取られたりデフレーションや不当廉売により人件費が抑圧された日本において技能実習生が低賃金労働力として機能していた面もあるが、発展途上国の賃金上昇と円安に加え発展途上国同士の人材獲得競争やファクトリーオートメーションにより日本に実習しに行く意義は薄れつつある。

#### 転職制限
技能実習生は受け入れの決まった企業での就労するのが原則であり同じ仕事内容であっても他の会社に自由に移ることが出来ない。実習生は送り出し機関へ支払う多額の金を借金しているケースがよくあり企業で賃金未払いや暴力など問題が起こっても会社を移ることは難しいため人権侵害が横行している。また過酷な職場に耐えかねた実習生は借金を返す必要があるため日本に残り不法就労をする事例が多発している。

#### 監理団体の問題
技能実習生の監理団体が送り出し機関と違法なマージンの取引が横行している。過剰接待や違法行為である性接待も行われておりその費用は技能実習生が送り出し国への支払いに転嫁されている。

#### 妊娠や出産に対するサポート不足
妊娠や出産を理由とした不利益な扱いは禁止されているが、実習生に対する説明やサポートが不十分であるとされ、トラブルも頻発している。妊娠や出産を理由に技能実習を続けられなくなる人も年間200人ほど存在する。2020年に死産したベトナム人女性が逮捕（2023年に最高裁で無罪判決）された背景にも、こうしたサポート不足あるとされる（死体損壊・遺棄罪#事例）。
岡山県津山市で住宅団地の浄化槽から乳児の遺体が見つかった事件では、岡山県警はベトナム国籍の女性技能実習生について死体遺棄容疑で4月16日に逮捕し処分保留で釈放したが、5月に堕胎容疑で再逮捕している。実習生のため妊娠が発覚したら帰国させられると思った末の犯行だった。
2023年5月、兵庫県丹波篠山市でも、技能実習生だったベトナム人女性（22）が死産した乳児の遺体をトイレに遺棄した事件が起こっており、妊娠すると帰国させられるとの情報を信じ、誰にも相談できなかったと報道されている。
しかし彼女がもしベトナムにいたとしたら中絶費用は妊娠初期で500円弱、中期でも1万円強。貧困地域や遠隔地では無料であった。今でも日本では堕胎罪、妊婦自身が行った場合には自己堕胎として罪に問われる問題がある。また、アジア諸国の薬局では容易に手に入る、性交後72時間以内に服用する緊急避妊薬（アフターピル）が日本では各県で2.3件の薬局2023年11月20日から各県2～3店舗で販売を始める方針を公表されたばかりで入手困難となっている。
また、日本国内の避妊の方法は男性のコンドームが75%で女性が使う経口避妊薬は6%にとどまり、日本では男性が行う避妊方法に偏っており、諸外国で普及している妊娠を防ぐホルモンが含まれたスティックを皮下に埋め込む「避妊インプラント」、腹部などに貼るシール状の「避妊パッチ」、膣内に挿入する避妊リング、避妊注射なども日本では承認されていない。

#### 技能実習生への影響
2020年末時点では全国に約38万人の技能実習生が在留している。ベトナムなど14カ国では送り出し機関は認可制だが、中国では認可が必要なく、多額の手数料を取る業者が問題となっている。また認可があってもきちんと法律が守られず多額の借金をして来日するケースが多いため職場からの失踪、技能実習生側の弱い立場を利用した人権侵害の温床となっている。日本の監理団体は国の許可制、営利目的でなく各企業に適正な実施を指導する。
法務省集計では2010年 - 2017年に174人が日本で死亡。事故、病気、自殺のほか死亡の経緯が不明の案件もある。技能実習生ら支援に向け厚生労働省と法務省は2017年に認可法人「外国人技能実習機構」を設立。東京本部と全国事務所計14ヶ所で実習生や会社からの相談に応じている。中国語、ベトナム語など9ヵ国語対応。2018年12月までに約2200件の相談が寄せられた。同機構は会社と実習生をつなぐ監理団体の検査や指導も行い、法令違反が認められれば国が業務停止を命じる。
失踪した5,218人に関する調査結果を法務省は公表している。2012年 - 2017年に事故や病気などで実習生171人が死亡。足場からの転落などの事故が28人、レジャーなど実習外の事故死が53人、病死が59人、自殺が17人、殺人や傷害致死による死亡が9人などだった。
技能実習制度には転職の自由が無い、割増賃金の不払いや賃金が最低賃金を下回るなど賃金不払い、保証金の支払い、住環境の不備や高額な家賃や家具家電レンタル料、人権蹂躙が絶えず、過労死を疑われる突然死や失踪も相次いでいる。
技能実習生（1号）の行方不明者は、監理団体・実習実施機関がJITCOに報告する仕組みになっていないので把握できない。現行制度では公益財団法人国際研修協力機構が国の委託事業として巡回指導を実施するが、法的拘束力が無く実効性が無い。
2024年9月27日の入管庁の発表によると、2023年に失踪した外国人技能実習生は9753人にのぼり、過去最多だった。2023年中に在留していた実習生は約51万人。そのうち失踪者は1.9％を占める。国籍別では、ベトナム（5481人）、ミャンマー（1765人）、中国（816人）の順に多かった。

### 勧告・批判

#### 日本弁護士連合会による勧告書・意見書
日本弁護士連合会は、2012年10月に東京弁護士会に送付を受けた投書を契機として調査を行い、2014年11月に、長野県南佐久郡川上村で農業技能実習の監理業務をおこなっていた、川上村農林業振興事業協同組合・厚生労働大臣・法務大臣に対して、技能実習生に対する人権侵害があったとして、改善を求める勧告書を提出している。
川上村農林業振興事業協同組合は、勧告が出される以前の2014年9月に、東京入国管理局から5年間の受け入れ停止処分を受け、2014年11月に解散している。
日本弁護士連合会は、2011年4月に実習制度の早急な廃止を求める意見書を、日本国政府に提出している。愛知県弁護士会は抜本的改正を求める意見書を提出している。外国人研修生問題弁護士連絡会は法改正に対する意見書を提出している。外国人技能実習生問題弁護士連絡会（共同代表指宿昭一）は2017年1月27日「技能実習法に対する声明」を提出している。

#### 日本労働組合総連合会による意見書
日本労働組合総連合会はその制度の本旨に合致する形で運用され、権利保護が適切にはかられるよう対応をはかるよう求めた。日本国家公務員労働組合連合会は技能実習制度の抜本見直しと外国人労働政策の転換を求める意見書を政府に提出している。全国労働組合総連合は2016年7月28日、東京都霞ヶ関の厚生労働記者会で記者会見を開き、「外国人技能実習制度に関する提言」を発表した。

#### アメリカ合衆国国務省の人身売買報告書
アメリカ合衆国国務省も2010年人身売買に関する年次報告書から毎年、（Technical Intern）は劣悪な強制労働の温床になっていると批判し、2001年の人身売買年次報告書から続くTier 2「人身売買撲滅のための最低基準を十分に満たしていないが、満たすべく著しく努力している」国家に分類した。国別人権報告書でも同様に指摘している。同省は2021年7月に公表した人身売買に関する年次報告書の中で、人身売買と闘うヒーローの1人に外国人技能実習生の支援活動に取り組む弁護士指宿昭一を選んだ。

#### 国連機関からの批判
国際連合人権理事会の専門家による訪日調査では制度を廃止し、雇用制度に変更すべきと報告された。
国際労働機関のフィラデルフィア宣言や総会で採択されている184条約に反している部分がある。アムネスティ・インターナショナル日本支部は技能実習制度を労働力補充の「入口」として、労働者の普遍的権利あるいは基本的人権さえをも制限した使い勝手のいい労働者を受け入れるシステムとして固定化するものとした。

## 類似制度・事例
日本の留学生にはアジア新興国から出稼ぎ目的で来る偽装留学生がいるが、この労働力にいち早く目を付けたのが朝日新聞で、販売所の人手不足から、1990年代から朝日新聞社系列の「朝日奨学会」を通じ、ベトナムで「新聞奨学生」の採用を始めた。ジャーナリストの出井康博によると、販売所の留学生50人以上にインタビューをした結果、その誰もが週28時間以内を超えた違法就労を強いられて、残業代を払えば販売所が違法就労を認めたことになるため、残業代も未払い状態になっていたという。そして、この朝日新聞の制度はベトナムからほかのアジア諸国に広がっていき、出稼ぎ目的で多額の借金を背負って日本へ来るアジアの若者が急増したという。また、頻繁に取り上げられる技能実習生よりもずっとひどい生活を日本で送っている偽装留学生を取り上げないのは、新聞の配達現場で横行する違法就労問題にスポットライトが当たることを恐れているためであるとしている。なお、出井はこの解決策として夕刊を廃止すればいいと述べている。
ドイツにはガストアルバイター。大韓民国には외국인산업기술연수생（外国人産業技術研修生）、ko:외국인_고용허가제（外国人雇用許可制）がある。
移民労働者に対する人権侵害や差別、搾取などは、日本だけでなくイタリアやスペイン、ギリシャなどでも発生している。これらの地域では日本と同様に、難民に対する劣悪な環境下での収容も問題とされている。
フィンランドでは最大手のベリー詰み会社が組織的に観光ビザで労働者を斡旋して雇用契約を結ばずに最大14時間の過酷な労働を強いている。実際にベリー会社から経済雇用省上級顧問が賄賂を受け取っていたとされており、2000人以上のタイ人が人身売買の被害者である可能性があり、警察によって捜査されている。
ワーキング・ホリデー制度でオーストラリアに滞在している日本人の労働状況について2020年に調査したところ、7割近くが最低賃金以下で働いており、そのうち75％が雇用主への抗議をせずに我慢していたことが発覚した。また、契約書や同意書がないと回答した人が全体の39％、給与明細を提供されたことがないと回答した人が28％であった。一方で、全体の13％が自分の仕事の最低賃金を知らなかったと回答し、現地の制度や環境を十分に調べずに渡航している現状が明らかになった。これらの問題に対処するため、日本とオーストラリアの関係機関が注意を呼びかけており、オーストラリアの政府機関「フェアワーク・オンブズマン」は労働関連法を理解するための情報を提供し、労使間の問題の解決を支援している。
デンマークでは異文化交流を目的としたオペアという制度が本来の趣旨とは異なり、子持ち家庭がメイドのような形で利用することで、安い労働力として労働者（オペアの90％がフィリピン人）の搾取が行われているという。オペアは月30時間の労働に対して、食事と住居が保証されているとはいえ、月額67000円（税引き前）ほどしかもらえない状況であるため、統合政策大臣は制度を見直すか廃止するのが妥当だと判断した。オペア制度による問題は、オーストラリア、ノルウェー、アイルランドでも見られている。また、アメリカでは不法移民の家政婦雇用問題であるナニーゲートが度々発覚している。
ドイツでは東欧出身の女性が外国人在宅介護者として、24時間住み込みで介護をして2~3週間後に帰国するシャトル就労がある。これは実際の労働時間当たりで考えると、ドイツの法定最低賃金を下回ることが多く、たびたび問題視され連邦労働裁判所は2021年6月24日に待機時間も含めた最低賃金を支払うべきであると判決を下した。また、2024年には数百人以上のインドネシア人学生が大学の学位取得の一環として専門職のインターンシップを約束させられた後、偽装インターンシップの餌食になりドイツで肉体労働をするよう詐欺にあったことが発覚した。
アメリカでは第二次世界大戦中の1942年から1964年にかけて、ブラセロと呼ばれるゲストワーカープログラムを行っていた。アメリカとメキシコの賃金差、労働力を求めるアメリカ側と失業率が高いメキシコ側の一致によるもので、農作物の収穫期に多くのメキシコ人が農業に従事した。ただし、農作業は重労働で低賃金であったため、1959~1964に担当した労働省のリー・G・ウィリアムズは、後に「合法化された奴隷制度」と呼んだ。
イスラエルでは研修を名目としたアジア、アフリカ出身者が従事しており、農業には約3万人のタイ人労働者がいる。また、ネパール人はイスラエル政府による「Learn & Earn（学んで稼ぐ）プログラム」に参加しており、介護士として働いている。ハマスの襲撃の際には、タイ人の34人、ネパール人の10人が少なくとも犠牲になり、確認されただけで、タイ人の25人が人質になった。そして、パレスチナ人は非合法な形を含め建設業界だけで10万人働いていた。ハマスによる攻撃の後、イスラエルは約1万8000人のガザ地区の住民の労働許可を無効にし、一部の労働者を拘束、さらに、11月の初旬には数千人の労働者をガザ地区に強制送還した。

## 関連図書
- 外国人単純技能労働者の受け入れと実態：技能実習生を中心に　坂幸夫 著 ISBN 978-4-7989-1361-2
- 外国人労働者受け入れと日本社会 : 技能実習制度の展開とジレンマ 　上林千恵子 著 ISBN 978-4-13-050186-6
- 外国人技能実習生・研修生の入国・在留手続Q&A : ハンドブック 国際研修協力機構教材センター 編
- 中国人国家ニッポンの誕生 : 移民栄えて国滅ぶ ISBN 978-4-8284-1780-6
- 外国人実習生―差別・抑圧・搾取のシステム ISBN 978-4-7617-1026-2
- 外国人技能実習・研修事業実施状況報告 : JITCO白書
- 建設業における外国人技能実習制度と不法就労防止 建設労務安全研究会 編 ISBN 978-4-89761-528-8

- 外国人研修・技能実習事業実施状況報告　JITCO白書
- 今野浩一郎著 佐藤博樹編『外国人研修生　研修制度の活用とその実務』（東洋経済新報社、1991年10月）ISBN 978-4-492-55190-5
- 建設業外国人問題研究会『建設業における外国人労働者問題と外国人研修生の受入れ』（大成出版社、1998年7月）ISBN 978-4-8028-8263-7
- 外国人研修生問題ネットワーク『まやかしの外国人研修制度』（現代人文社、2000年5月）ISBN 978-4-87798-019-1
- 外国人研修生問題ネットワーク『外国人研修生時給300円の労働者　壊れる人権と労働基準』（明石書店、2006年6月）ISBN 978-4-7503-2359-6
- 安田浩一『外国人研修生殺人事件』（七つ森書館、2007年）ISBN 978-4-8228-0738-2
- 榑松佐一『トヨタの足元で　ベトナム人研修生・奪われた人権』（風媒社、2008年11月）ISBN 978-4-8331-1080-8
- 「外国人労働者問題とこれからの日本」編集委員会『〈研修生〉という名の奴隷労働　外国人労働者問題とこれからの日本』（2009年2月、花伝社）ISBN 978-4-7634-0537-1
- 外国人研修生問題ネットワーク『外国人研修生時給300円の労働者2　使い捨てをゆるさない社会へ』（明石書店、2009年3月）ISBN 978-4-7503-2948-2
- 安田浩一『ルポ 差別と貧困の外国人労働者』（光文社新書、2010年）ISBN 978-4-334-03568-6
- 真嶋潤子 編著『技能実習生と日本語教育』大阪大学出版会、2021年10月。ISBN 978-4-87259-738-7。（電子版あり）

## 報道
- 第19回ドキュメンタリー大賞ノミネート作品 - フジテレビ - 第19回FNSドキュメンタリー大賞ノミネート作品 『朋友〜中国人研修生・実習生問題に向きあって〜』（制作：テレビ熊本）（2010年11月24日（水）26時40分〜27時35分放送）
- 日経スペシャル ガイアの夜明け : テレビ東京外国人従業員が消えた繊維工場...日本人だけの闘い（2011年08月09日放送　第478回）
- NNNドキュメント’15 - 2013年6月30日（日）／30分枠　 24：50〜 名ばかり実習生　外国人実習制度の光と影 制作＝広島テレビ
- 時論公論　「外国人技能実習その意味と課題」 | 時論公論 | NHK 解説委員室 | 解説アーカイブス - 広瀬公巳  解説委員　2014年05月07日 (水)　午前0:00〜
- 外国人技能実習生　その過酷な現実 | 国際報道2015 [特集 | NHK BS1]（2014年7月11日（金））
- G2｜ルポ　外国人「隷属」労働者｜ルポ　外国人「隷属」労働者〈ルポ　外国人「隷属」労働者〉 - 『G2』vol.17〜 大宅壮一ノンフィクション賞 雑誌部門受賞（2014年9月17日〜）
- 外国人技能実習生に起こっていることは「現代の奴隷制度」なのか【安田浩一さんに聞く-1-】 | DailyNK Japan（デイリーNKジャパン）、今そこにある日本版「アパルトヘイト」の現実【安田浩一さんに聞く-2-】 | DailyNK Japan（デイリーNKジャパン）（2015年04月05日）
- The Worst Internship Ever: Japan’s Labor Pains | VICE News（2015年4月30日）
- 外国人労働者にどう向き合うか | 報道特集 : TBSテレビ (2015年6月13日 放送)
- 「日本の行方、考えて」　映画「牡蠣工場」の想田監督 - トピックス | sippo（シッポ） ペットのための情報・サービス（2016年2月15日）　想田和弘:監督　映画『牡蠣工場』公式サイト｜想田和弘監督作品観察映画第６弾
- 「人身売買」大国ニッポン 〜 外国人技能実習制度の現実＜前篇＞ : 安田浩一ウェブマガジン「ノンフィクションの筆圧」「人身売買」大国ニッポン 〜 外国人技能実習制度の現実＜後篇＞ : 安田浩一ウェブマガジン「ノンフィクションの筆圧」（2016年6月14日〜15日）
- 2017年8月1日放送 ニッポン転換のとき 第四弾 追跡！"絶望職場"の担い手たち｜日経スペシャル ガイアの夜明け : テレビ東京 - バックナンバー 2017年8月1日火曜日 22:00〜22:54 放送 第776回（2017年8月1日）
- ＦＮＳドキュメンタリー大賞・透明な外国人たち　彼らに支えられた街ＴＯＫＹＯ｜番組情報｜TNC　テレビ西日本 - 放送予定日 2017/12/06(水) 26:35 〜
- 2017年12月12日放送 "絶望職場"を今こそ変える！｜日経スペシャル ガイアの夜明け : テレビ東京 - バックナンバー 2017年12月12日火曜日 22:00〜22:54 放送 第794回（2017年12月12日）
- 歪（ゆが）められた外国人研修制度 - NHK　クローズアップ現代
- 国境を越える“研修生トラブル” - NHK　クローズアップ現代

経済連携協定
- フェイス｜NHK広島放送局翻弄された金の卵〜介護に挑んだインドネシア人の３年〜